# Tiger (roman)
Tiger är en roman av den svenska författaren Mian Lodalen som släpptes av Forum bokförlag 2010. Den blev snabbt kultbok inom HBTQ-rörelsen i Sverige, och utsågs 2011 till årets bok på Gaygalan.

## Handling
Romanens huvudperson, Connie, har problem i skolan, bor hos fosterföräldrar hon inte trivs med och är utanför. Helt plötsligt hamnar hon i ett gäng som döper sig till Sisters in crime, som utmanar flickors normer. Connie tänjer på gränserna, klarar sig ur många knipor och har det roligt - fram tills hon inser att hon blivit kär i en tjej, och världen rämnar.
Romanen handlar om hur småstadslivet är för en homosexuell person under 1970-talet, och om accepterandet av sig själv.